# B. J. Habibie
Bacharuddin Jusuf Habibie, più comunemente noto come Rudy Habibie o B.J. Habibie (Pare-Pare, 25 giugno 1936 – Giacarta, 11 settembre 2019), è stato un politico indonesiano, Presidente dell'Indonesia dal 21 maggio 1998 al 20 ottobre 1999.

## Biografia
Bugis, nato a Pare-Pare nel Sulawesi Meridionale, conseguì gli studi presso il Bandung Institute of Technology.
All'età di quattordici anni, entrò in contatto con il celebre tenente-colonnello Suharto, che si trovava nella regione per sedare una rivolta separatista nel Makassar e aveva la sua residenza proprio di fronte all'abitazione degli Habibie, molto presto Suharto divenne amico di famiglia degli Habibie, e si occupò di loro quando morì il capofamiglia.
Nel decennio 1955-1965 studiò ingegneria aerospaziale presso la RWTH Aachen, in Germania, dove si diplomò nel 1960 e ottenne il dottorato nel 1965. Successivamente lavorò alla Messerschmitt-Bölkow-Blohm GmbH ad Amburgo.

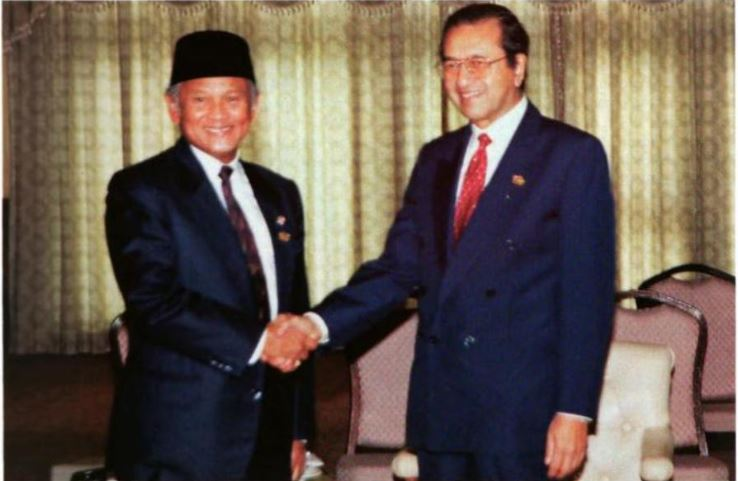
Habibie con Mahathir Mohamad, 1999

Nel 1974 Suharto inviò Ibnu Sutowo in Germania per incontrare Habibie e convincerlo a fare ritorno in Indonesia, per assumere il ruolo di consigliere per gli affari tecnici del Presidente.